# Monty Grow
Monty Roy Grow, född 4 september 1971 i Inverness i Florida, är en amerikansk utövare av amerikansk fotboll (defensive back) som spelade i National Football League 1994–1996.
Grow spelade för Kansas City Chiefs 1994 och för Jacksonville Jaguars 1995–1996.